# Kabataş (Istanbul)

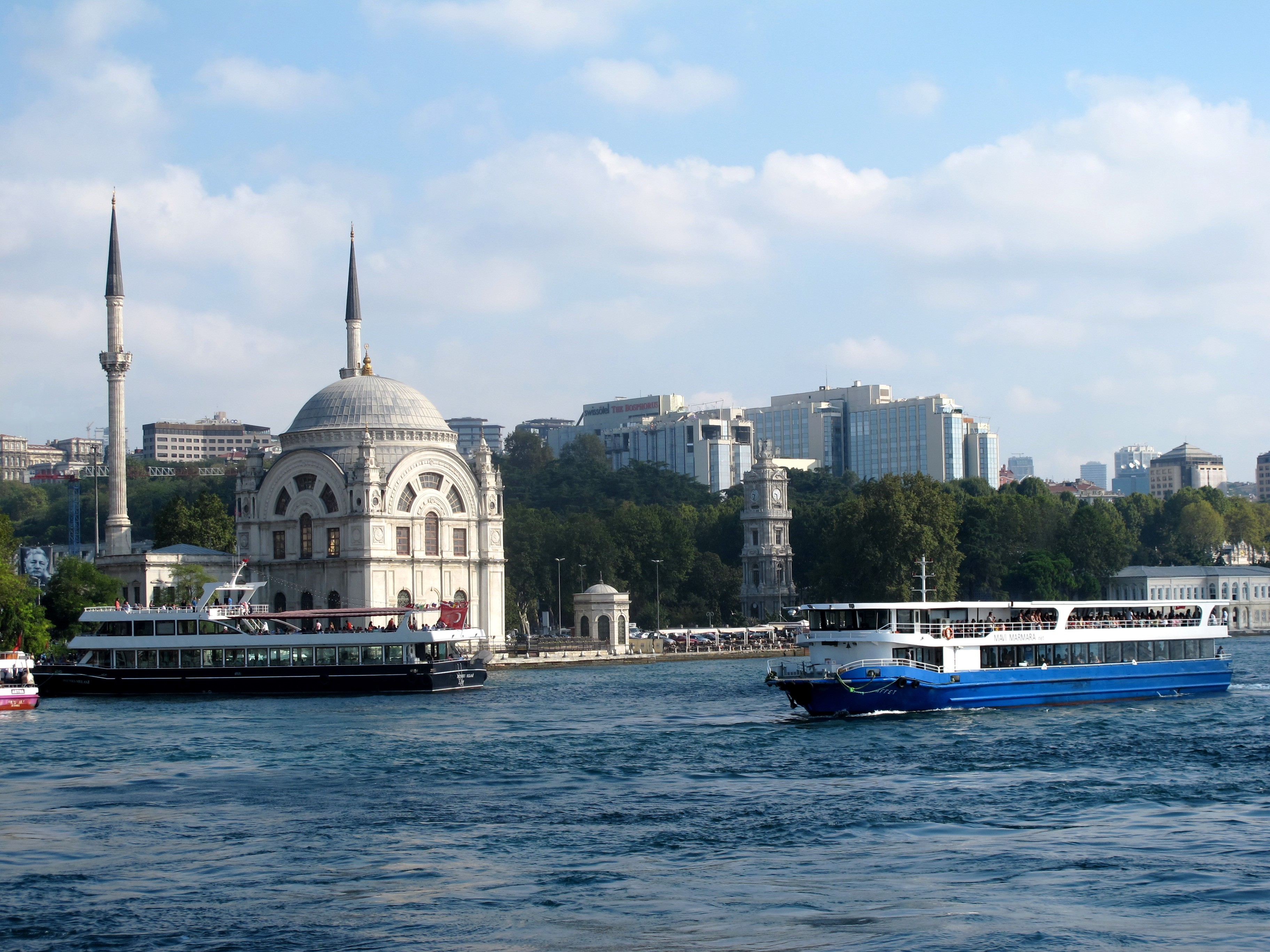
Veduta di Kabataş dalla Moschea di Dolmabahçe.

Kabataş è un quartiere (in turco semt) del distretto di Beyoğlu di Istanbul, che si estende lungo la costa e le pendici tra i quartieri di Karaköy e Beşiktaş. Amministrativamente fa parte della mahalle di Ömeravni.

## Origini del nome
Sebbene sia chiaro che il quartiere ha preso il nome da una grande pietra (taş in turco), le informazioni su dove si trovasse la pietra e su che tipo di oggetto fosse non sono certe.

## Storia
Poiché la costa di Kabataş si trova di fronte a Üsküdar, un denso insediamento sul lato asiatico, esso ha sempre servito il traffico marittimo. Negli anni successivi agli anni '50, il crescente numero di veicoli a Istanbul portò in primo piano la funzione del molo di Kabataş e, anche se negli anni '50-'60 i nuovi traghetti per auto, i cui modelli erano stati migliorati e le cui capacità erano aumentate, operavano ogni 10 minuti, non si poteva evitare che le rive di Kabataş si riempissero di veicoli a motore di ogni tipo. La funzione di Kabataş come trafficato porto automobilistico è terminata con l'apertura del Ponte sul Bosforo nel 1973.

## Trasporti
Oggi, dai moli di Kabataş, i traghetti della Istanbul Sea Buses operano per Kabataş-Bostancı, Maltepe-Bostancı-Kabataş-Bakırköy-Avcılar e Kabataş-Adalar; i traghetti di City Lines operano per Kabataş-Kadıköy, Kabataş-Kadıköy-Adalar e Bosphorus Lines; i minibus operano per Üsküdar e Kadıköy; e Bursa Sea Buses per Mudanya.
Oltre al trasporto marittimo, Kabataş, che è l'ultima fermata della linea M7 della metropolitana Kabataş-Mahmutbey e della linea di tram Kabataş-Bağcılar, è collegata a Piazza Taksim dalla funicolare F1. Dalle fermate dietro i moli, vengono organizzati servizi di autobus per diversi punti di Beşiktaş, Beyoğlu, Şişli, Kâğıthane e Sarıyer.